# Alessandro Calori
Pour les articles homonymes, voir Calori.
Alessandro Calori (né le 29 août 1966 à Arezzo) est footballeur italien qui évoluait au poste de défenseur central, reconverti comme entraîneur.